# Lino Farisato
Lino Farisato (Torri di Quartesolo, 15 marzo 1945) è un ex ciclista su strada italiano.
Professionista dal 1965 al 1974, vinse due tappe al Giro d'Italia.

## Carriera
I principali successi da professionista furono una tappa al Giro d'Italia 1968 e una tappa al Giro d'Italia 1971. Fu secondo in due tappe del Giro del 1971 e terzo nel Gran Premio Valsassina del 1968, nella Vuelta a Mallorca del 1969 e in una tappa del Tour de Suisse 1973.

## Palmarès
- 1968 (Faema, una vittoria)

13ª tappa Giro d'Italia (Cortina d'Ampezzo > Vittorio Veneto)
- 1971 (Ferretti, una vittoria)

19ª tappa Giro d'Italia (Falcade > Ponte di Legno)

## Piazzamenti

### Grandi giri
- Giro d'Italia

1966: 29º
1967: 31º
1968: 23º
1970: 39º
1971: 13º
1972: 36º
1973: 50º
- Vuelta a España

1968: 45º

### Classiche monumento
- Milano-Sanremo

1967: 73º
1968: 63º
- Giro di Lombardia

1966: 33º